# شهرداری رفسنجان
شهرداری رفسنجان یک سازمان عمومی غیردولتی است که مسئولیت اداره شهر رفسنجان را بر عهده دارد. بالاترین مقام اجرایی این سازمان شهردار رفسنجان است که توسط شورای شهر رفسنجان انتخاب می‌گردد. بر اساس درجه‌بندی منتشرشده توسط سازمان شهرداری‌ها و دهیاری‌های کشور در سال ۱۴۰۰، درجهٔ شهرداری رفسنجان ۹ است.

## تاریخچه
شهرداری رفسنجان بین سال‌های ۱۳۱۲ تا ۱۳۱۵ خورشیدی تأسیس شد؛ ولی در سال ۱۳۲۲ به‌صورت رسمی آغاز به‌کار کرد. در ابتدا، امور شهرداری بر عهدهٔ فردی از فرمانداری بود و شهرداری زیرمجموعه فرمانداری محسوب می‌شد. اولین شهردار رسمی رفسنجان با حکم وزیر کشور، محمدعلی رهنما بود.

## مناطق شهرداری
شهر رفسنجان به ۲ منطقه شهرداری تقسیم شده‌است.

## ساختار سازمانی

### معاونت‌ها
- معاونت توسعه مدیریت و منابع انسانی
- معاونت شهرسازی و امور زیربنایی
- معاونت خدمات شهری
- معاونت فرهنگی و اجتماعی
- معاونت هنری

### سازمان‌ها
- سازمان آتش‌نشانی و خدمات ایمنی
- سازمان مدیریت حمل‌ونقل
- سازمان عمران
- سازمان سیما، منظر و فضای سبز شهری[۴]

## شهرداران
اسامی شهرداران رفسنجان در فهرست زیر آمده‌است:

### پهلوی
| نام                       | آغاز تصدی | پایان تصدی |
| ------------------------- | --------- | ---------- |
| محمدعلی رهنما             | ۱۳۲۲      | ۱۳۳۲       |
| جنانی- بنی‌اقبال           | ۱۳۳۲      | ۱۳۳۴       |
| ملک‌زاده (سرپرست)          | ۱۳۳۴      | ۱۳۳۵       |
| علی‌اصغر طاهری             | ۱۳۳۵      | ۱۳۳۶       |
| محمد محمدی                | ۱۳۳۶      | ۱۳۴۰       |
| مجید حبیب‌زاده (سرپرست)    | ۱۳۴۰      | ۱۳۴۰       |
| عمرانی                    | ۱۳۴۱      | ۱۳۴۲       |
| فالی (سرپرست)             | ۱۳۴۲      | ۱۳۴۲       |
| احمدی                     | ۱۳۴۳      | ۱۳۴۳       |
| حاجی دائی (سرپرست)        | ۱۳۴۳      | ۱۳۴۳       |
| مهدی عدل                  | ۱۳۴۳      | ۱۳۴۴       |
| احمد وزیری                | ۱۳۴۴      | ۱۳۴۵       |
| منصور امیری لاری          | ۱۳۴۵      | ۱۳۴۵       |
| جلیل غفاری                | ۱۳۴۵      | ۱۳۴۶       |
| مهدی نصری (سرپرست)        | ۱۳۴۶      | ۱۳۴۶       |
| سید حسن طباطبائی          | ۱۳۴۶      | ۱۳۴۶       |
| نصری (سرپرست)             | ۱۳۴۶      | ۱۳۴۷       |
| یوسف چوبک                 | ۱۳۴۷      | ۱۳۴۹       |
| امیرحسین محسنی            | ۱۳۴۹      | ۱۳۵۲       |
| نبوی‌زاده (سرپرست)         | ۱۳۵۲      | ۱۳۵۲       |
| ناصرپور شجاعی             | ۱۳۵۲      | ۱۳۵۵       |
| سید رضا میرمطهری (سرپرست) | ۱۳۵۵      | ۱۳۵۵       |
| علی مسیحا                 | ۱۳۵۵      | ۱۳۵۷       |

### جمهوری اسلامی
| نام                     | آغاز تصدی | پایان تصدی |
| ----------------------- | --------- | ---------- |
| عبدالمهدی انصاری        | ۱۳۵۷      | ۱۳۶۱       |
| محمود نوری              | ۱۳۶۱      | ۱۳۶۴       |
| حمید میرحبیبی (سرپرست)  | ۱۳۶۴      | ۱۳۶۴       |
| ابوالقاسم خلعتبری       | ۱۳۶۴      | ۱۳۶۷       |
| حمید رحیمی (سرپرست)     | ۱۳۶۷      | ۱۳۶۸       |
| حسین ملاحسینی           | ۱۳۶۸      | ۱۳۶۹       |
| حمید رحیمی              | ۱۳۶۹      | ۱۳۷۲       |
| محمدحسین میرزایی        | ۱۳۷۲      | ۱۳۷۵       |
| حسن افسری               | ۱۳۷۵      | ۱۳۷۷       |
| سید علاءالدین موسوی     | ۱۳۷۷      | ۱۳۷۹       |
| حسین پاکزاد             | ۱۳۷۹      | ۱۳۸۰       |
| محمد نیکزاد             | ۱۳۸۱      | ۱۳۸۲       |
| امیر محسنی              | ۱۳۸۲      | ۱۳۸۳       |
| محمود امیری‌کیا (سرپرست) | ۱۳۸۳      | ۱۳۸۳       |
| علی بهشتی‌پور            | ۱۳۸۳      | ۱۳۸۶       |
| علی‌اکبر پورمحمدی        | ۱۳۸۶      | ۱۳۹۱       |
| محمدرضا حسینی           | ۱۳۹۱      | ۱۳۹۲       |
| حسین میرزایی (سرپرست)   | ۱۳۹۲      | ۱۳۹۲       |
| علی‌اکبر پورمحمدی        | ۱۳۹۲      | ۱۳۹۶       |
| محمد مختاری (سرپرست)    | ۱۳۹۶      | ۱۳۹۶       |
| محمدرضا عظیمی‌زاده       | ۱۳۹۶      | ۱۳۹۹       |
| محمد مختاری             | ۱۳۹۹      | ۱۴۰۰       |
| جهانگیر ملکی (سرپرست)   | ۱۴۰۰      | ۱۴۰۰       |
| مجید کهنوجی             | ۱۴۰۰      | متصدی      |